# Joseph ben Judah ben Shimeon
Joseph ben Judah ben Shimeon (in arabo, traslitt.: Abu al-Hajjaj Yusuf ibn Yaḥya ibn Sham'un al-Sabti [cioè, "di Ceuta"] al-Maghrabi), noto anche come Joseph ben Judah di Ceuta e Joseph ben Judah ibn Aknin (Ceuta, 1160 – 1226) rabbino, medico e poeta ebreo marocchino, discepolo di Maimonide.
È la persona a cui Maimonide indirizza la sua Guida dei perplessi.